# Spijk (Groningue)
Pour les articles homonymes, voir Spijk.
Spijk est un village néerlandais située dans la commune de Delfzijl dans la province de Groningue. Le village est situé au sud-ouest de Holwierde, entre Delfzijl et l'Eemshaven.

## Histoire
Spijk est probablement situé sur l'un des plus anciens tertres de Groningue.

## Personnalités
Le poète néerlandais Willem de Mérode (1889) est né à Spijk.

## Galerie

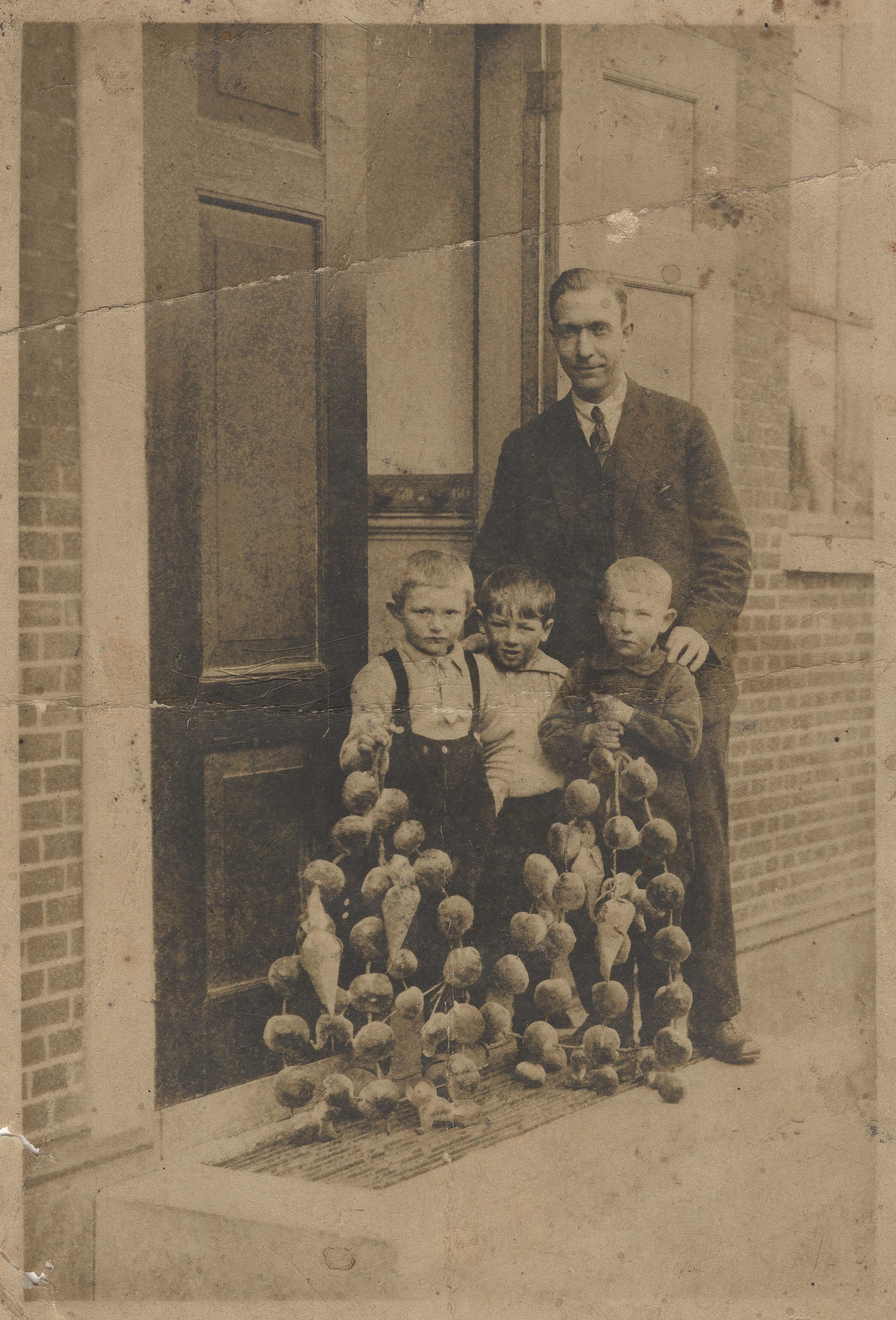
Un instituteur, des enfants et des stoetbooms à Spijk en 1929